# 동경 54도
동경 54도(東經54度)는 본초 자오선에서 동쪽으로 54도 떨어진 경선이다. 북극점에서 시작하여 북극해, 유럽, 아시아, 아프리카, 인도양, 남극해, 남극을 거쳐 남극점에 이른다.
동경 54도는 서경 126도와 이어져 지구의 둘레를 이룬다.
북극점에서 남극점까지 동경 54도선은 다음 지역을 지나간다.
| 좌표                                                  | 나라, 지역, 해역 | 주석                                                                 |
| ----------------------------------------------------- | ---------------- | -------------------------------------------------------------------- |
| 북위 90° 0′ 동경 54° 0′  / 북위 90.000° 동경 54.000°  | 북극해           |                                                                      |
| 북위 80° 36′ 동경 54° 0′  / 북위 80.600° 동경 54.000° | 러시아           | 제믈랴프란차이오시파 제도의 난세나섬                                 |
| 북위 80° 26′ 동경 54° 0′  / 북위 80.433° 동경 54.000° | 바렌츠해         |                                                                      |
| 북위 80° 20′ 동경 54° 0′  / 북위 80.333° 동경 54.000° | 러시아           | 제믈랴프란차이오시파 제도 코롤렙스코고옵셰스트바섬 (일명 왕립학회섬) |
| 북위 80° 17′ 동경 54° 0′  / 북위 80.283° 동경 54.000° | 바렌츠해         |                                                                      |
| 북위 73° 47′ 동경 54° 0′  / 북위 73.783° 동경 54.000° | 러시아           | 노바야젬랴 제도의 세베르니섬                                         |
| 북위 73° 37′ 동경 54° 0′  / 북위 73.617° 동경 54.000° | 바렌츠해         |                                                                      |
| 북위 73° 17′ 동경 54° 0′  / 북위 73.283° 동경 54.000° | 러시아           | 노바야젬랴 제도의 유즈니섬                                           |
| 북위 70° 43′ 동경 54° 0′  / 북위 70.717° 동경 54.000° | 바렌츠해         | 페초르스코예해                                                       |
| 북위 68° 58′ 동경 54° 0′  / 북위 68.967° 동경 54.000° | 러시아           | 호도바리하반도                                                       |
| 북위 68° 55′ 동경 54° 0′  / 북위 68.917° 동경 54.000° | 바렌츠해         | 페초르스코예만                                                       |
| 북위 68° 13′ 동경 54° 0′  / 북위 68.217° 동경 54.000° | 러시아           |                                                                      |
| 북위 51° 10′ 동경 54° 0′  / 북위 51.167° 동경 54.000° | 카자흐스탄       |                                                                      |
| 북위 42° 20′ 동경 54° 0′  / 북위 42.333° 동경 54.000° | 투르크메니스탄   | 카라보가스골만을 통과함                                              |
| 북위 37° 20′ 동경 54° 0′  / 북위 37.333° 동경 54.000° | 이란             |                                                                      |
| 북위 26° 45′ 동경 54° 0′  / 북위 26.750° 동경 54.000° | 페르시아만       |                                                                      |
| 북위 26° 34′ 동경 54° 0′  / 북위 26.567° 동경 54.000° | 이란             | 키쉬 섬                                                              |
| 북위 26° 30′ 동경 54° 0′  / 북위 26.500° 동경 54.000° | 페르시아만       |                                                                      |
| 북위 24° 5′ 동경 54° 0′  / 북위 24.083° 동경 54.000°  | 아랍에미리트     | 아부다비 토후국                                                      |
| 북위 22° 46′ 동경 54° 0′  / 북위 22.767° 동경 54.000° | 사우디아라비아   |                                                                      |
| 북위 19° 40′ 동경 54° 0′  / 북위 19.667° 동경 54.000° | 오만             |                                                                      |
| 북위 16° 56′ 동경 54° 0′  / 북위 16.933° 동경 54.000° | 인도양           | 아덴만                                                               |
| 북위 12° 39′ 동경 54° 0′  / 북위 12.650° 동경 54.000° | 예멘             | 소코트라섬                                                           |
| 북위 12° 19′ 동경 54° 0′  / 북위 12.317° 동경 54.000° | 인도양           | 세이셸 아미랑트 제도의 바로 동쪽을 지나감                            |
| 남위 60° 0′ 동경 54° 0′  / 남위 60.000° 동경 54.000°  | 남극해           |                                                                      |
| 남위 65° 52′ 동경 54° 0′  / 남위 65.867° 동경 54.000° | 남극             | 오스트레일리아령 남극 지역, 오스트레일리아가 영유권을 주장한다.      |

## 같이 보기
- 동경 53도
- 동경 55도